# 锡尔岑
锡尔岑是德国石勒苏益格－荷尔斯泰因州的一个市镇。总面积6.69平方公里，总人口164人，其中男性85人，女性79人（2011年12月31日），人口密度25人/平方公里。